# A Girl's Stratagem
A Girl's Stratagem er en amerikansk stumfilm fra 1913 af D. W. Griffith.

## Medvirkende
- Mae Marsh
- Joseph Graybill
- Charles West
- Kate Bruce
- W. Chrystie Miller